# Смехра
Смехра — деревня в Ковровском районе Владимирской области России, входит в состав Малыгинского сельского поселения.

## География
Деревня расположена на берегу озера Смехро в пойме Клязьмы в 17 км на северо-восток от центра поселения деревни Ручей и в 18 км на северо-восток от райцентра города Ковров.

## История
В конце XIX — начале XX века деревня входила в состав Алексинской волости Ковровского уезда. В 1859 году в селе числилось 27 дворов, в 1905 году — 30 дворов, в 1926 году — 28 дворов. 
С 1929 года деревня входила в состав Набережнинского сельсовета Ковровского района, с 1940 года — в составе Большевысоковского сельсовета, с 1954 года — в составе Большевсегодичского сельсовета, с 2005 года — в составе Малыгинского сельского поселения.

## Население
| 1859 | 1905 | 1926 | 2002 | 2010 | 2021 |
| ---- | ---- | ---- | ---- | ---- | ---- |
| 156  | ↘136 | ↗162 | ↘3   | ↗5   | ↗54  |